# Gunnar Nilson (läkare)
Lars Gunnar Edvard Nilson, född 28 september 1872, död 28 mars 1951 i Oscars församling i Stockholm, var en svensk läkare. Han var son till Lars Fredrik Nilson.
Nilson blev medicine licentiat vid Karolinska institutet 1899 och medicine doktor vid Lunds universitet 1911 med avhandlingen Om varicocele och dess operativa behandling. 1903 blev han marinläkare av 1:a graden och planerade och ledde ombyggnaden och omorganisationen av Flottans sjukhus 1906–1911. Nilsson blev 1917 marinöverläkare och chef för Marinläkarkåren och Marinförvaltningens sanitetsdepartement, och var svenska regeringens representant vid flera internationella Röda kors- och militärläkarkongresser. Från 1919 var han sekreterare för Svenska läkaresällskapet och redaktör för dess handlingar. Nilson utgav bland annat Sjökrigets kirurgi (1913) och Marinens hälso- och sjukvård (1924, 2:a upplagan 1930). Gunnar Nilson är begravd på Uppsala gamla kyrkogård.